# Sinxema
Sinxema là một chi bướm đêm thuộc phân họ Tortricinae của họ Tortricidae.

## Các loài
- Sinxema chapada Razowski & Becker, 2003
- Sinxema xenisma Razowski & Becker, 2003